# Fundación CBD-Hábitat
La Fundación para la Conservación de la Biodiversidad y su Hábitat (CBD-Hábitat) es una organización sin ánimo de lucro española dedicada a la conservación de la biodiversidad y su hábitat a nivel nacional e internacional. En 2022, recibió el Premio Fundación BBVA a la Conservación de la biodiversidad en la categoría de Actuaciones en conservación de la Biodiversidad en España.

## Historia
La Fundación CBD-Hábitat se creó en 1998, y está formada por más de 65 profesionales científicos y científicas que forman parte del equipo dirigido por Nuria El Khadir Palomo, directora general, y Javier Oría Marín, presidente fundador.  Al año siguiente, en 1999, se inscribió en el Registro de Fundaciones Medioambientales del Ministerio de Medio Ambiente y en el Registro de Organizaciones no Gubernamentales de Desarrollo, dependiente del Ministerio de Asuntos Exteriores y adscrito a la Agencia Española de Cooperación Internacional desde 2003. Además, desde 2010 forma parte de la Unión Internacional para la Conservación de la Naturaleza (UICN), una membresía que mantiene.

## Descripción
Las líneas de actuación de la Fundación CBD-Hábitat se centran en la protección y conservación de especies amenazadas como el lince ibérico, la foca monje del Mar Mediterráneo, el águila imperial o el buitre negro así como el impulso de proyectos de cooperación al desarrollo y de educación ambiental. Estas líneas se desarrollan tanto a nivel nacional, principalmente en las comunidades autónomas de Andalucía, Extremadura, Castilla y León, y Castilla-La Mancha, como a nivel internacional, con proyectos en Europa, África Occidental y otras regiones.
Desarrolla proyectos de conservación ambiental financiados tanto con recursos públicos como privados. Sus principales áreas de trabajo se centran en tres grandes programas: la conservación de la foca monje del Mediterráneo, la recuperación, conservación y reintroducción del lince ibérico, y la protección y restauración del hábitat de alimentación natural del buitre negro y otras aves necrófagas.
Los resultados de los proyectos arrojan importantes resultados, fruto de los esfuerzos de conservación llevados a cabo durante años y gracias a la labor de colaboración público-privada impulsada por la Fundación CBD-Hábitat y a los programas de recuperación incentivados por instituciones europeas y españolas. En el caso del lince ibérico, el Ministerio para la Transición Ecológica y el Reto Demográfico informó que en 2023 la población alcanzó los 2.021 ejemplares, un 21% más que en 2022, distribuidos en 14 poblaciones en España y Portugal, con un incremento del 23% en el número de hembras. Estos resultados permitieron que, desde junio de 2024, la categoría de amenaza del lince ibérico en la Lista Roja de la IUCN cambiara de "en peligro de extinción" a "vulnerable".

## Reconocimientos
En 2022, la Fundación CBD-Hábitat recibió el Premio Fundación BBVA a la Conservación de la Biodiversidad en la categoría de Actuaciones en conservación de la Biodiversidad en España en su XVII edición. Este reconocimiento se otorgó por su labor pionera en la defensa de la conservación del monte mediterráneo y algunas de sus especies emblemáticas como el lince ibérico, el buitre negro y el águila imperial.